# المقراب الفضائي نانسي غريس رومان
المقراب الفضائي نانسي غريس رومان ((بالإنجليزية: Nancy Grace Roman Space Telescope) تختصر باسم رومان أو مقراب رومان الفضائي، سمّيت سابقًا باسم مرصد واسع المجال للمسح بالأشعة تحت الحمراء (بالإنجليزية: Wide Field Infrared Survey Telescope) أو دابليو فيرست (WFIRST))، هو مقراب فضائي للأشعة تحت الحمراء تابع لوكالة ناسا قيد التطوير. رُشح بناء هذا المرصد عام 2010 في الدراسة الاستقصائية العقدية لعلم الفلك والفيزياء الفلكية في «المجلس الوطني للبحوث بالولايات المتحدة»، واعتُبر بناؤه أولويةً قصوى في مجال علم الفلك خلال العقد القادم. وصُرح يوم 17 فبراير عام 2016 بتطوير وإطلاق المرصد وفرست إلى الفضاء.
في 20 مايو 2020، أُعلن عن تسمية المرصد الفضائي على اسم عالمة الفلك نانسي غريس رومان، بسبب مشاركتها في إنشاء مشروع مقراب هابل الفضائي.
يعتمد مرصد وفرست على تلسكوب له مجال رؤية بعرض 2.4 متر وسيحمل معه جهازان علميان. الجهاز الأول الخاص بالمجال الواسع سيكون آلة تصوير للحزم الطيفية المتعددة القريبة للأشعة تحت الحمراء وستكون بدقة 288 ميغابيكسل، والتي ستوفر صورًا ذات دقة عالية مقارنةً بالصورالملتقطة بواسطة تلسكوب «هابل» الفضائي الذي يبلغ مجال الرؤية به 0.28 درجة مربعة ما يعني أنه سيكون أعلى عند وفرست بنحو مئة مرة مقارنةً بتلسكوب هابل. والجهاز العلمي الثاني سيكون «مرسام إكليل» وهو عبارة عن آلة تصوير ذات مستوى تباين عالِ، ومجال رؤية منخفض ومطياف يحجب الأطياف المرئية والأطياف القريبة من الأشعة تحت الحمراء مستخدمًا تقنيةً جديدةً في حجب أضواء النجوم.
يقوم تصميم وفرست على أحد التصاميم المُقترحَة لمسبار المهمة المشتركة للطاقة بين وكالة ناسا ووزارة الطاقة الأمريكية لدراسة الطاقة المظلمة (JDEM). ولكن يضيف تصميم وفرست بعض من الإمكانيات الإضافية مثل إمكانية البحث عن الكواكب خارج المجموعة الشمسية اعتمادًا على ظاهرة العدسة الصغرية الجذبية. وفي عام 2015، تقرر تخصيص جزءًا كبير من مهمة وفرست لدراسة تاريخ تمدد الكون، ونمو البنية الكونية باستخدام عدة وسائل لدراسة ظاهرة الانزياح نحو الأحمر، بهدف قياس آثار الطاقة المظلمة بدقة، وتناسق النظرية النسبية العامة، وانحناء نسيج الزمكان.
في 12 فبراير عام 2018، كان من المُفترض أن تتوقف عمليات التطوير الخاصة بمهمة وفرست حسب طلب الرئيس لميزانية العام المالي التاسع عشر، وذلك بسبب خفض ميزانية المهمات المتعلقة بمجال الفيزياء الفلكية بناسا مع إعطاء الأولوية لمجالات أخرى بالوكالة. وافق الكونغرس في مارس عام 2018 على استمرار تمويل عمليات التطوير بمهمة وفرست حتى يوم 30 سبتمبر من نفس العام على الأقل، وذلك في وثيقة تنص على أن الكونغرس يرفض إلغاء المهمات العلمية المُرشَحة في الدراسة العقدية الخاصة بالأكاديمية الوطنية للعلوم. اقترح مدير وكالة ناسا «جيم بريدنستاين» في شهادته أمام الكونغرس في يوليو 2018 بإبطاء عمليات تطوير مهمة وفرست لكي يواكب الارتفاع في تكلفة بناء تلسكوب «جيمس ويب» الفضائي، والتي تسببت في خفض تمويل مهمة وفرست خلال عامي 2020/2021. واقتُرح إيقاف تطوير مهمة وفرست مرةً أخرى في طلب الرئيس لميزانية العام المالي العشرين، بسبب ارتفاع تكلفة التطوير، والأولوية الأعلى لتلسكوب جيمس ويب.

## نظرة عامة
يتميز التصميم الأصلي لوفرست (التصميم المرجعي الأول للمهمة)، الموضوع خلال عامي 2011-2012 بتلسكوب بؤري ثلاثي المرايا يبلغ قطره 1.3 متر، وجهاز علمي واحد عبارة عن آلة تصوير ومطياف للضوء المرئي والأشعة تحت الحمراء. وفي عام 2012، كان مطروحًا أن تستخدم ناسا التلسكوب المستعمل الخاص بمكتب الاستطلاع الوطني والمصنوع بواسطة شركة «هاريس» لأداء مهمة مشابهةً لمهمة وفرست. عرض مكتب الاستطلاع الوطني التبرع بتلسكوبين  بنفس حجم تلسكوب هابل الفضائي ولكن مع بُعد بؤري أقصر وبالتالي سيكون لهما مجال رؤية أوسع. ودعم هذا العرض مشروع وفرست من الناحية السياسية، هذا بالرغم من أن التلسكوبات لا تمثل سوى القليل من التكلفة الكلية للمهمة، كما أن الظروف المحيطة بتصميم مكتب الاستطلاع الوطني يمكن أن ترفع التكلفة الإجمالية للمشروع عنها إن استُخدمت تصميمات جديدةً. وُضع تصورعام للمهمة بواسطة فريق علمي وتقني، ثم سميت المهمة (WFIRST-AFTA) نسبةً إلى إضافة التلسكوب «أفتا» الذي يعني «التلسكوب المخصص للفيزياء الفلكية»، وتعتبر هذه المهمة الآن مهمة ناسا الوحيدة التي ستستخدم تلسكوبات مكتب الاستطلاع الوطني. سيضم التصميم الرئيسي لوفرست جهاز مرسام إكليل ليمكن التلسكوب من تصوير الكواكب خارج المجموعة الشمسية بشكل مباشر.
أُجريت الدراسات على عدد من التلسكوبات المختلفة التي يمكن أن يحملها مرصد وفرست، مثل تلسكوب «أوميغا» الخاص بمهمة (JDEM)، والتصميم المرجعي المرحلي للمهمة بتلسكوب قطره 1.3 متر، والتصميم المرجعي الأول للمهمة بتلسكوب قطره 1.3 متر، والتصميم المرجعي الثاني للمهمة بتلسكوب قطره 1.1 متر، وعدد من النسخ الخاصة بتلسكوب «أفتا» الذي يبلغ قطره 2.4 متر. تبين في آخر تقرير، أن مرصد وفرست مُخطط له أن يكون في مدار أرضي جغرافي متزامن أو في مدار عند نقطة «لاغرانج 2» والمعروف اختصارًا بمدار L2. ذُكرت عيوبًا للمدار L2 عن المدار المتزامن بالملحق (سي) من التقرير، وهي خاصة بمعدلات نقل البيانات وطاقة الدفع، ولكن تأتي مميزات المدار L2 في التحسين من عمليات الرصد والتي تواجه بعض القيود بالمدار المتزامن، والثبات الحراري الأفضل، والبيئة الإشعاعية الآمنة للمرصد عند نقطة L2. تُرصد الكواكب الخارجية بشكل أفضل بفعل التحسين من اختلاف وضع العدسة الصغرية الظاهري لهذه الكواكب عند النقطة L2، ولكن ما زالت إمكانية الصيانة الروبوتية للمرصد بكلا المدارين قيد الدراسة.
يُدار هذا المشروع عن طريق فريق عمل بمركز «غودارد» لرحلات الفضاء التابع لناسا بمدينة «غرينبيلت» في ولاية «ماريلاند». ظل «نيل غيرليز» عالمًا لمشروع وفرست منذ بدايته إلى أن توفي في عام 2017، وتبعه العالم «جيفري كروك». مدير المشروع هو «جيمي دون»، الذي حل محل «كيفن غرادي» في أواخر عام 2018. عالم البرنامج هو «دومينيك بينفورد»، ومدير البرنامج هو «جون غاغوزيان». يرأس عالم المشروع مجموعة عمل الصياغة العلمية للمشروع مع نوابه «ديفيد سبيرجيل» و«جيرمي كاسدين».
أعلنت ناسا يوم 30 نوفمبر عام 2018 أنها وقعت عقدًا جديدًا. وكان هذا العقد بخصوص إضافة جديدة تُعرف باسم التلسكوب البصري المركب ((OTA، وسيعمل في عام 2025. وسيكون هذا العقد بالاشتراك مع مركز غوداراد لرحلات الفضاء، والذي سيُسلَّم له التلسكوب (أوتا) وفقًا للعقد.
يوجد وصف حديث للمهمة وإمكانياتها بتاريخ فبراير 2019 في ورقة بيضاء (تقرير) أُصدرت مؤخرًا بواسطة فريق مهمة وفرست.

## الأهداف العلمية
تهتم الأهداف العلمية لمهمة وفرست بالإجابة على الأسئلة الحاسمة في مجالات علم الكونيات، والأبحاث المتعلقة بالكواكب خارج المجموعة الشمسية، وتشمل هذه الأهداف:
- الإجابة على الأسئلة الرئيسية بخصوص الطاقة المظلمة، بشكل مكمل لمهمة «إقليدس» الخاصة بوكالة الفضاء الأوروبية، وتشمل هذه الأسئلة: هل يحدث التسارع الكوني بسبب نوع جديد من الطاقة أم بفعل انهيار قوانين النسبية العامة على مستوى كوني؟ وإذا كان السبب هو نوع جديد من الطاقة، فهل تكون كثافتها ثابتةً في الزمان والمكان، أم  تطورت هذه الطاقة عبر تاريخ الكون؟ سيستخدم وفرست ثلاث طرق مستقلة لدراسة الطاقة المظلمة وهما: التذبذبات الصوتية للباريونات، رصد المستعرات العظمى البعيدة، العدسة الجذبية الضعيفة.
- القيام بإحصاء متكامل للكواكب خارج المجموعة الشمسية ليساعد في الإجابة على الأسئلة المتعلقة بإمكانية وجود الحياة في الكون والتي تتضمن: إلى أي مدى يعتبر نظامنا الشمسي شائعًا وجوده بالكون؟ وما هي أنواع الكواكب الموجودة في المناطق الباردة والخارجية من أنظمتها الكوكبية؟ - وما الذي يحدد قابلية الكواكب الشبية بالأرض لاستضافة الحياة؟ سيقوم هذا الإحصاء على تقنية إيجاد الكواكب خارج المجموعة الشمسية بكتل صغيرة تصل إلى بضع كتل قمرية فقط، وتُعرف هذه التقنية بالعدسة الصغرية الجذبية.
- إنشاء نظام للتحقيق والدراسة، وهذا ليمكن العلماء من إجراء التحقيقات الاستقصائية ليجيبوا على مختلَف الأسئلة بخصوص مجرتنا والكون.
- وجود جهاز مرسام إكليل ليتمكن المرصد من تصوير الكواكب خارج المجموعة الشمسية بشكل مباشر، وهذا سيوفر أول صور مباشرة للكواكب الموجودة حول أقرب جيراننا من النجوم، والتي تشبه كواكب نظامنا الشمسي العملاقة.